# Practical Photography
Practical Photography  est un magazine mensuel anglais traitant de la photographie.